# 4x4xU
«4x4xU» — песня американской кантри-певицы Лэйни Уилсон. Она была выпущена 3 сентября 2024 года как второй сингл её пятого студийного альбома Whirlwind. Она была написана Уилсон, Джоном Дешесом и Аароном Ратьером и спродюсирована Джеем Джойсом.
«4x4xU» достигла первого места в кантри-чартах Австралии и Канады, 4-го места в радиоэфирном чарте Billboard Country Airplay и 9-го места в кантри-чарте Billboard Hot Country Songs.

## История
Уилсон написала «4x4xU» совместно с Джоном Дешеусом и Аароном Ратьером. Описанная как душевная баллада в среднем темпе, Уилсон сказала, что песня «о поиске того, кто даст вам комфорт и покой дома в любой точке мира, пока вы рядом с ним». Она сослалась на своего парня, Девлина «Дака» Ходжеса, в качестве вдохновения для песни о любви: «Правда в том, что я пишу о том, что знаю, и я наконец нашла мужчину, о котором стоит писать. Так что вы знаете, что это песня о любви, потому что вы все, вероятно, думали, черт, в ней этого нет, в ней этого нет… но у меня есть. Я нашла себе чирлидершу».

## Живые исполнения
Уилсон исполнила песню на Ночное шоу с Джимми Фэллоном 11 сентября 2024 года.
Уилсон исполнила песню 20 ноября 2024 года во время 58-й ежегодной церемонии вручения премии Country Music Association Awards, где она была соведущей. На сцене к ней присоединилась её полная группа и струнный ансамбль, в который входили все три участника группы The Accidentals. Эта версия была выпущена как отдельный сингл с живого выступления 22 ноября 2024 года.

## Музыкальное видео
Премьера музыкального видеоклипа на песню «4x4xU» состоялась 4 июля 2024 года. Его снял Дано Черни и он является продолжением музыкального клипа Уилсон на песню «Hang Tight Honey». В нём Уилсон меняет гастрольный автобус из «Honey» на переднее сиденье старого пикапа, высовываясь из окна и подсчитывая гонорары за концерт, пока её коллега-мужчина ведёт машину, сосредотачиваясь на последствиях гастролей и домашней жизни.

## Коммерческий успех
Песня «4x4xU» дебютировала в чарте Billboard Country Airplay на 55-м месте и под номером 28 в чарте Billboard Hot Country Songs. Позднее «4x4xU» достигла первого места в кантри-чартах Австралии и Канады, 4-го места в радиоэфирном чарте Billboard Country Airplay и 9-го места в кантри-чарте Billboard Hot Country Songs.

## Чарты

### Еженедельные чарты
| Чарт (2024—2025)                       | Высшая позиция |
| -------------------------------------- | -------------- |
| Австралия Country Hot 50 (The Music)   | 1              |
| Канада (Billboard Canadian Hot 100)    | 44             |
| Канада (All-Format Airplay, Billboard) | 6              |
| Канада (Country, Billboard)            | 1              |
| США (Billboard Hot 100)                | 45             |
| США (Billboard Country Airplay)        | 4              |
| США (Billboard Hot Country Songs)      | 9              |